# Identyfikator użytkownika
Identyfikator użytkownika (ang. user identifier, user ID) – nazwa przypisana określonemu użytkownikowi. Używany jest podczas logowania, umożliwia uprawniony dostęp do danego komputera, systemu bądź sieci.
Identyfikator jest ciągiem znaków o ograniczonej długości, wybranych z określonego zestawu znaków.
Do identyfikatora przypisane jest konto użytkownika oraz ściśle określone uprawnienia, jakie ma dany użytkownik.
Identyfikatorami mogą też posługiwać się programy komputerowe, występując w roli użytkowników.
Główną cechą identyfikatora jest jego unikalność w ramach danego systemu informatycznego.